# Župnija Selnica ob Dravi
Župnija Selnica ob Dravi je rimskokatoliška teritorialna župnija dekanije Maribor mariborskega naddekanata, ki je del nadškofije Maribor.